# Chanteloup, Ille-et-Vilaine
Chanteloup är en kommun i departementet Ille-et-Vilaine i regionen Bretagne i nordvästra Frankrike. Kommunen ligger i kantonen Le Sel-de-Bretagne som tillhör arrondissementet Redon. År 2022 hade Chanteloup 1 881 invånare.

## Befolkningsutveckling
Antalet invånare i kommunen Chanteloup
Referens:INSEE